# Wohnhaus Bahnhofstraße 42

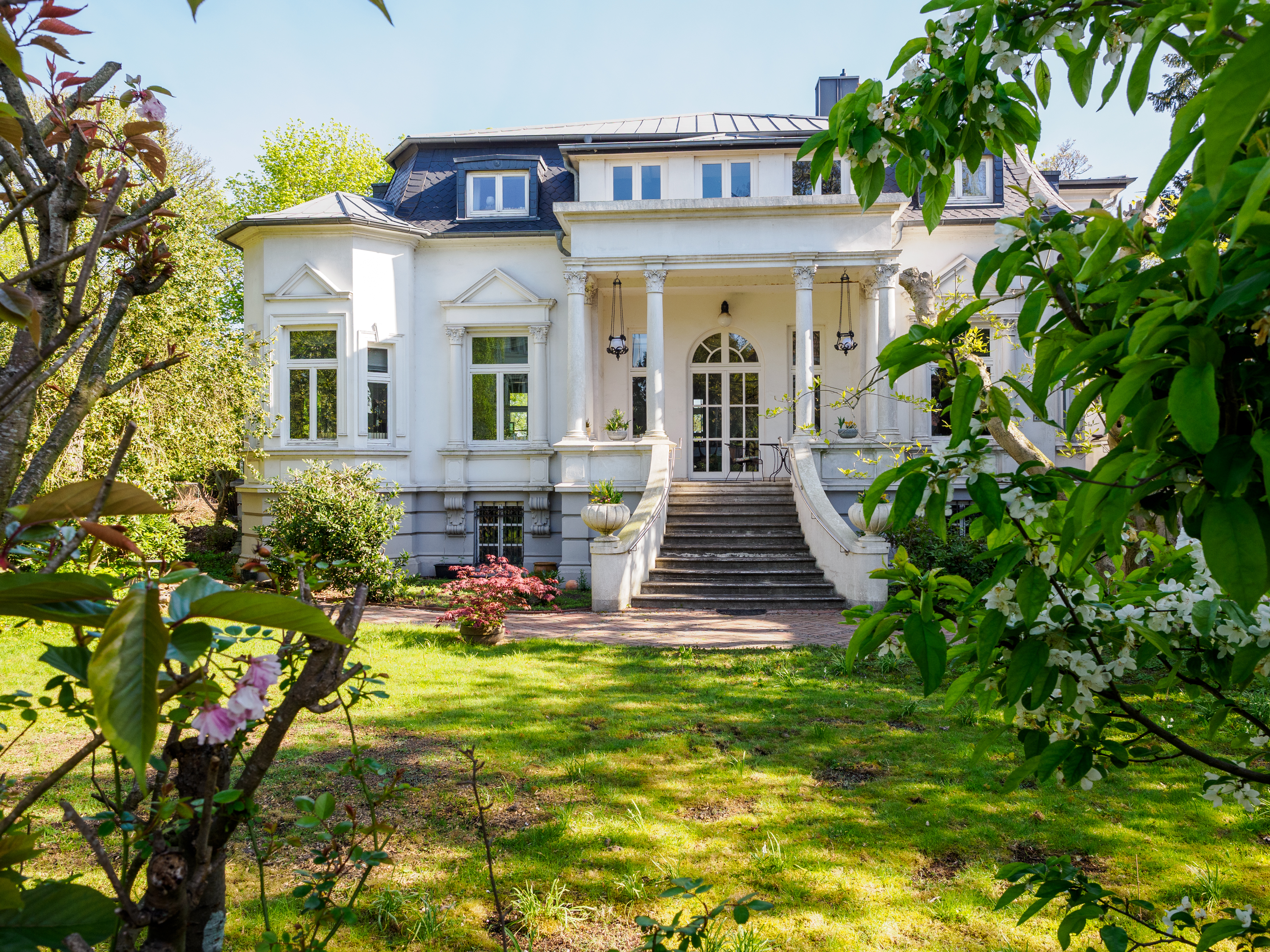
Wohnhaus Bahnhofstraße 42

Das Wohnhaus Bahnhofstraße 42 im niedersächsischen Nordenham im Landkreis Wesermarsch stammt aus der zweiten Hälfte des 19. Jahrhunderts.

Aktuell (2023) wird es als Wohnhaus genutzt.
Das Gebäude steht unter Denkmalschutz (siehe auch Liste der Baudenkmale in Nordenham).

## Beschreibung
Das zweigeschossige traufständige verklinkerte (EG) und verputzte (OG) Gebäude auf Sockel, mit Walmdach, dem linken Giebelrisalit mit Krüppelwalmdach und einem rechten Eingang als Anbau, wurde um 1880 gebaut. Auch die Einfriedigung ist denkmalgeschützt.
Das Landesdenkmalamt befand zur Bedeutung: „geschichtlich, städtebaulich“.